# BMP2
La proteína morfogénica ósea 2 (BMP2) es un miembro de la superfamilia de proteínas TGF-beta.

## Función
BMP2, al igual que otras proteínas morfogénicas óseas, juega un importante papel en el desarrollo del hueso y el cartílago. Está implicada en la ruta de señalización de hedgehog y de TGF-beta, así como en la interacción citoquina-receptor de citoquina. También parece estar implicada en diferenciación de células cardíacas y en la transición epitelio-mesénquima.
BMP2 y BMP7 son BMPs osteogénicas e inducen fuertemente la diferenciación de los osteoblastos en diversos tipos celulares.

## Usos médicos
La proteína BMP2 ha demostrado ser capaz de estimular la producción de hueso, de modo que actualmente se utiliza la BMP2 humana recombinante (rhBMP2) en cirugía ortopédica y traumatología en Estados Unidos. La implantación de BMP2 en una esponja de colágeno induce la formación de nuevo hueso y puede ser utilizado como tratamiento de ciertos defectos óseos.
BMP2 también es utilizada en el campo de la odontología. La cirugía oral se ha visto beneficiada particularmente con la comercialización de esta proteína. El uso de BMP2 en esponjas absorbibles de colágeno ha permitido mantener fusiones espinales de los discos intervertebrales, reduciendo los costos de las intervenciones y el dolor sufrido por los pacientes con enfermedad degenerativa de los discos lumbares. BMP2 parece aumentar la velocidad de fusión después de una artrodesis espinal tanto en modelos animales como en humanos.

## Interacciones
La proteína BMP2 ha demostrado ser capaz de interaccionar con:
- BMPR1A[11][12][13][14]